# Chrysococcyx ruficollis
Il cuculo bronzeo golarossiccia o cuculo bronzato golarossa (Chrysococcyx ruficollis Salvadori, 1875) è un uccello della famiglia Cuculidae.

## Distribuzione e habitat
Questo uccello vive in Indonesia e Papua Nuova Guinea.

## Tassonomia
Chrysococcyx ruficollis non ha sottospecie, è monotipico.